# Gołogóra (Wolin)
Gołogóra – wzniesienie o wysokości 21,0 m n.p.m. na wyspie Wolin, nad brzegiem cieśniny Dziwny, w granicach miasta Wolin.
Na wzniesieniu utworzono rezerwat archeologiczny Wzgórze Wisielców.
Nazwę Gołogóra wprowadzono urzędowo rozporządzeniem w 1948 roku, zastępując poprzednią niemiecką nazwę Galgen Berg.